# Carine Bachmann
Carine Bachmann (* 1967) ist eine Schweizer Sozialpsychologin und Filmwissenschaftlerin.

## Leben
Bachmann studierte beim Universität Zürich Sozialpsychologie, Filmwissenschaft sowie Völkerrecht und absolvierte dann dort einen Masterabschluss.
Nach ihrem Studium nahm sie die Start ihrer Karriere bei VIPER in Luzern auf und war dann später die Verantwortliche fürs Kommunikation sowie die Projektleiterin in den Bereichen Forschung und Sozialbereich. 2001 gründete sie CIMERA, eine Organisation für Entwicklungszuammenarbeit und Konfliktprävention im Kaukasus und in Zentralasien und leitete sie bis 2009.
Ab 2009 arbeitete Bachmann für die Stadt Genf. Zwei Jahre später, bis Ende 2021, wurde sie dann die Kulturleiterin der Genfer Kulturabteilung. Seit 1. Februar 2022 ist sie die Direktorin von Bundesamt für Kultur (BAK), das dem Eidgenössischen Departement des Innern (EDI) untersteht.
Sie wuchs in Kanton Aargau auf, ist verheiratet und hat drei Kinder.